# Xylosteus
Xylosteus (лат.) — род жуков усачей из подсемейства Lepturinae.

## Описание
Тёмно-коричневые жуки с длиной тела около 11-13 мм. Глаза с крупной фасеткой, поперечные, едва выемчатые. Усики толстые, четвёртый сегмент короче первого и гораздо короче третьего. Жуки активны в ночное время. Личинки развиваются в течение двух лет во влажной древесине лиственных деревьев.

## Систематика
В составе рода:
- Xylosteus bartoni Mařan & Obenberger, 1933
- Дровосек кавказский (Xylosteus caucasicola Plavilshchikov, 1936)
- Xylosteus kadleci Miroshnikov, 2000
- Xylosteus spinolae Frivaldsky, 1838